# Fire (Dizzy Man's Band)
Fire is een single van Dizzy Man's Band. Het is afkomstig van hun album The show. Het had net zo goed Mickey Mouse als titel kunnen hebben want EMI gaf niet aan wat de A-kant van de single was, Fire of Mickey Mouse.
Beide nummers zijn geschreven door Herman Smak en Jacques Kloes. Mickey Mouse kwam niet op de elpee The show voor, dat album volgde pas in 1974. Opnamen vonden zoals tot dan toe gebruikelijk plaats in de Soundpush Studio te Blaricum.

## Hitnotering
De single kende aanmerkelijk minder succes dan zijn voorganger, The show. Daarmee werd het standpunt van de band onderschreven: serieuze muziek van hen werd niet gewaardeerd, de geinnummers kregen meer aandacht. De band klonk hier als Blood, Sweat & Tears.

### Nederlandse Top 40
| Positie: | 28 | 21 | 26 | 39 | uit |

### NederlandseDaverende 30
| Positie: | 24 | 24 | uit |